# 查錫我
查錫我（英語：Stephen Char Shik Ngor，1949年1月14日—），前香港廉政公署執行處總調查主任、公民黨成員，曾協助創立公民黨。其名字「錫我」取自《詩經．國風．豳風》〈東山〉，其父以「日起東山，錫我天意」寄意查錫我身體健康（錫有帶賜的意思）。查現時為執業大律師。

## 背景
查錫我在其母親走難到安徽省黃山市屯溪時出生，事緣身為國民黨黨員的父親被中國共產黨的劉伯承追殺。查錫我後來隨父母及一兄一姊一弟移居深水埗李鄭屋邨，1962年畢業於石硤尾邨第六座天台的證光學校。本來考到蘇屋區官立夜中學學位的他，因沒有金錢交學費，加上兄長精神病發，被送進青山醫院，因而放棄升讀中學，出外工作。他當時被父親送到尖沙咀的一間裁縫店當學徒。後來透過入讀英文專科學校修讀夜校高中課程，並於1968年香港中學會考中考獲英文科C級成績。且以自修方式考得全科及格，獲香港浸會學院取錄。在校期間主修社會學文憑，副修心理學，至1975年畢業。往後不斷進修，先後修讀了倫敦大學榮譽法學士（1991年）、香港大學社會科學系犯罪學碩士（1994年）、澳洲查爾斯史都華大學應用管理文憑（1999年）、中國神學研究院神學文憑（2002年）、香港大學社會科學系心理輔導碩士（2004年）和香港城市大學法學專業證書（2006年）學位。
查錫我在1975年12月投考監獄處，即懲教署的督導員職位。1976年加入香港廉政公署社區關係處任總社區主任
，入職九年後成功申請調往執行處任總調查主任。但在2001年因行政失誤而被調到防止貪污處任處高級審查主任。其後由於未被調回執行處而於2004年離職。2003年至2004年起修讀法學專業證書課程，至2007年成為大律師，專攻刑事案件至今。現職執業大律師和英國有效争议解决中心認可調解員。

## 個人生活
查錫我十一歲受洗成為基督徒，本來祖籍江西，但是祖輩其中一個分支到了浙江省發展。曾祖父是江西省婺源縣的省首富，經營錢莊、瓷器莊、茶葉等貿易生意。祖父為黃埔軍校的少將，父親查增壽則為一名國民黨裝甲兵團中校。查錫我亦是著名小說作者查良鏞（金庸）的叔公，在輩份來說比金庸高，歲數卻比金庸少。另外，小說家張小嫻是查的表妹。在婚姻方面，他有兩段婚姻，然而皆以離異告終。兩任妻子各自為他誕下兩子兩女。
查錫我在1994年移民澳洲生活。同年確診患上末期肝癌，至2019年為止也患有喉癌、舌癌以及眼底黑色素瘤。自1994年患上肝癌並康復後，查錫我一直關注病人和弱勢社群的權益。1997獲選為「香港十大再生勇士」。2003年以後，他曾爭取保留威爾斯親王醫院肝臟移植中心，最終促使他在2004年以獨立候選人身份參加2004年香港立法會選舉新界西地區直選。及後於2007年，查錫我參加2007年香港區議會選舉穗禾選區，同樣未能當選。
2019年，香港中文大學警方與示威者衝突期間，警察聲稱學校在《公安條例》下「並非私人地方」，但查錫我反駁警察指中大校園並非私人地方的說法，警方不可因懷疑有人使用武力入校，並建議各大院校為校園申禁制令。
於2024年12月6日，康業信貸旗下的財務公司尚誠融資有限公司入稟高等法院，指查錫我在2021年前以葵涌華景山莊一個單位，申請按揭貸款達730萬元，但未有如期還款，要求法院判令他還清貸款及將單位交吉。司法機構資料顯示，HCMP 2618/2024案件於2025年5月2日在高等法院審理，聆案官何展鵬在查缺席聆訊下判財務公司一方勝訴，命令他須要還清貸款及將單位交吉並支付堂費。

## 個人創作
- 查錫我. . 香港: 青源出版社. 2012. ISBN 9789888087747 （中文）.
- 查錫我. . 香港: 青源出版社. 2011. ISBN 9789888087167 （中文）.

## 外部連結
- 查錫我的Facebook專頁
- 查錫我的網誌 （页面存档备份，存于）